# Ривендж (линеен кораб, 1915)
Ривендж (на английски: HMS Revenge) е британски линеен кораб. Главен кораб на едноименния проект линейни кораби. Има бордов номер 06, той е деветият в историята на корабостроенето на Великобритания кораб с това име. Спуснат на вода през 1915 г., участва в двете световни войни. Много често се води и като кораб от типа „Роял Соверен“.

## Служба

### Първа световна война
В състава на Кралския флот влиза в навечерието на Ютландското сражение и взема участие в тази битка в състава на 1-ва линейна ескадра. Кораба командва капитан Е. Б. Кидъл, ескадрата оглавява вицеадмирал сър Сесил Барни от мостика на линкора „Марлборо“. Адмиралският флаг в хода на сражението е предаден на екипажа на линкора „Ривендж“, тъй като „Марлборо“ е торпилиран. „Ривендж“ се сражава в течение на час и половина и няма повреди, убити и ранени сред членовете на екипажа.
Ден преди Кралският флот да се насочи за интернирането на немския флот, съда е посетен от крал Джордж V, а също и от неговата съпруга Мери Тек и принца на Уелс Едуард.

### Между войните
През януари 1920 г. 1-ва линейна ескадра е преведена в Средиземноморието поради разгорялата се гръко-турска война. „Ривендж“ осигурява поддръжката на въоръжените сили на Гърция и оказва също помощ на Бялата армия в Русия до месец юли. По-късно съда се връща в състава на Атлантическия флот. През 1922 г. кораба отново се насочва на експедиция в Средиземноморието при поддръжката на „Рамилиес“, „Резолюшън“ и „Роял Соверен“. Съда трябва да отведе цялото семейство на отреклия се от престола Константинос I, гръцки крал. Кораба посещава Константинопол и Дарданелите.
През 1928 г. влиза за ремонт в доковете на Девънпорт, през март 1929 г. се връща в състава на Средиземноморския флот. На 16 юли 1935 г. кораба взема участие в церемониите по отбелязването на сребърната сватба на Джордж V. По-късно е преведен в Александрия, поради нарастващото напрежение в Етиопия. През 1936 г. отново влиза за ремонт, след година преминава във 2-ра линейна ескадра. На 9 август 1939 г. участва в прегледа на флота от крал Джордж VI, по-късно е преведен в Североатлантическите сили за съпровождение.

### Втора световна война
На 5 октомври 1939 г. „Ривендж“ е преведен в Североатлантическите сили за съпровождение и на същия ден отплава за Канада. На 12 май 1940 г. по време на прехода около Халифакс се сблъсква с тралчика „Ипър“ и го потопява. Макар да няма пострадали последващото участие на линкора в маневрите е ограничено, и неговото предназначение става съпровождането на конвоите. Така например, кораба участва в съпровождението на конвоя, на корабите на който се прехвърлят частите на 9-а австралийска пехотна дивизия през февруари 1943 г. към тяхната родина.
На 3 юли 1940 г. екипажа на линкора е посетен от френския линеен кораб „Париж“, а също от подводните лодки „Темза“ и „Сюркуф“, които успяват да напуснат окупираната Франция. През август носи служба в Английския канал, предотвратявайки пленяването на френските съдове от немците. През март 1942 г. преминава в състава на 3-та линейна ескадра в Коломбо, след това е пребазиран в Килиндини. През октомври 1943 г. линкора е снет от бойна служба и е преведен в резерва. Негово основно предназначение става обучението на моряци, обаче против това се произнася Уинстън Чърчил, който се противи на превръщането на линкора в огромен учебен кораб. Кораба се насочва за Малта по време Техеранската конференция.
През май 1944 г. главното въоръжение е свалено от кораба и предадено на корабите „Рамилис“ и „Уорспайт“, като бойни монитори. Тези кораби по-късно водят крайбрежна бомбардировка на Нормандия по време на Операция Овърлорд. Кораба отново получава статус на учебен. На 8 март 1948 г. линкора е изключен от списъците на КВМС и след 4 месеца е разкомплектован за метал. Няколко турела от кораба стават материал за строителството на радиотелескопа „Лавел“.

## Известные моряки
- Клод Шулс (1901 – 2011) – последният от ветераните на Първата световна война.